# Métemptose
 (mars 2025).
Si vous disposez d'ouvrages ou d'articles de référence ou si vous connaissez des sites web de qualité traitant du thème abordé ici, merci de compléter l'article en donnant les références utiles à sa vérifiabilité et en les liant à la section « Notes et références ».
La métemptose est une correction apportée dans le calendrier grégorien à l'équation lunaire pour le calcul de la date de Pâques, afin de tenir compte des corrections effectuées par le calendrier grégorien sur la durée de l'année solaire.
Les phases de la Lune, qui servent au calcul de la date des Pâques, sont définies en jours solaires. Si l'on modifie le calendrier solaire, il est nécessaire de modifier aussi le calendrier lunaire afin de conserver la datation correcte des phases de la Lune. La métemptose a pour objet de résoudre ce problème.
Le calendrier grégorien apporte des modifications au calendrier solaire. Afin de mieux représenter la durée moyenne de l'année solaire, on y supprime trois jours bissextiles tous les quatre cents ans. En effet, alors que le calendrier julien considère que les années sont bissextiles tous les quatre ans, le calendrier grégorien supprime l'adjonction d'un jour supplémentaire lors des années séculaires non bissextiles (comme 1300, 1400, 1500, 1700, 1800, 1900,…)
Il convient en conséquence de supprimer un jour à l'année lunaire ces mêmes années. Pour effectuer cette opération, on supprime ces années-là un jour à l'épacte. L'épacte est l'âge de la Lune au 1er janvier d'une année donnée (c'est-à-dire le nombre de jours écoulés le 1er janvier depuis la Nouvelle Lune précédente). Diminuer l'épacte d'une unité revient à réduire d'un jour l'année lunaire.
Cette opération, appelée métemptose, est propre au calcul de la date des Pâques dans le calendrier grégorien :
Règle d'application de la métemptose :
Lorsqu'une année séculaire n'est pas bissextile, retrancher 1 de l'épacte.